# Stéphane Audeguy

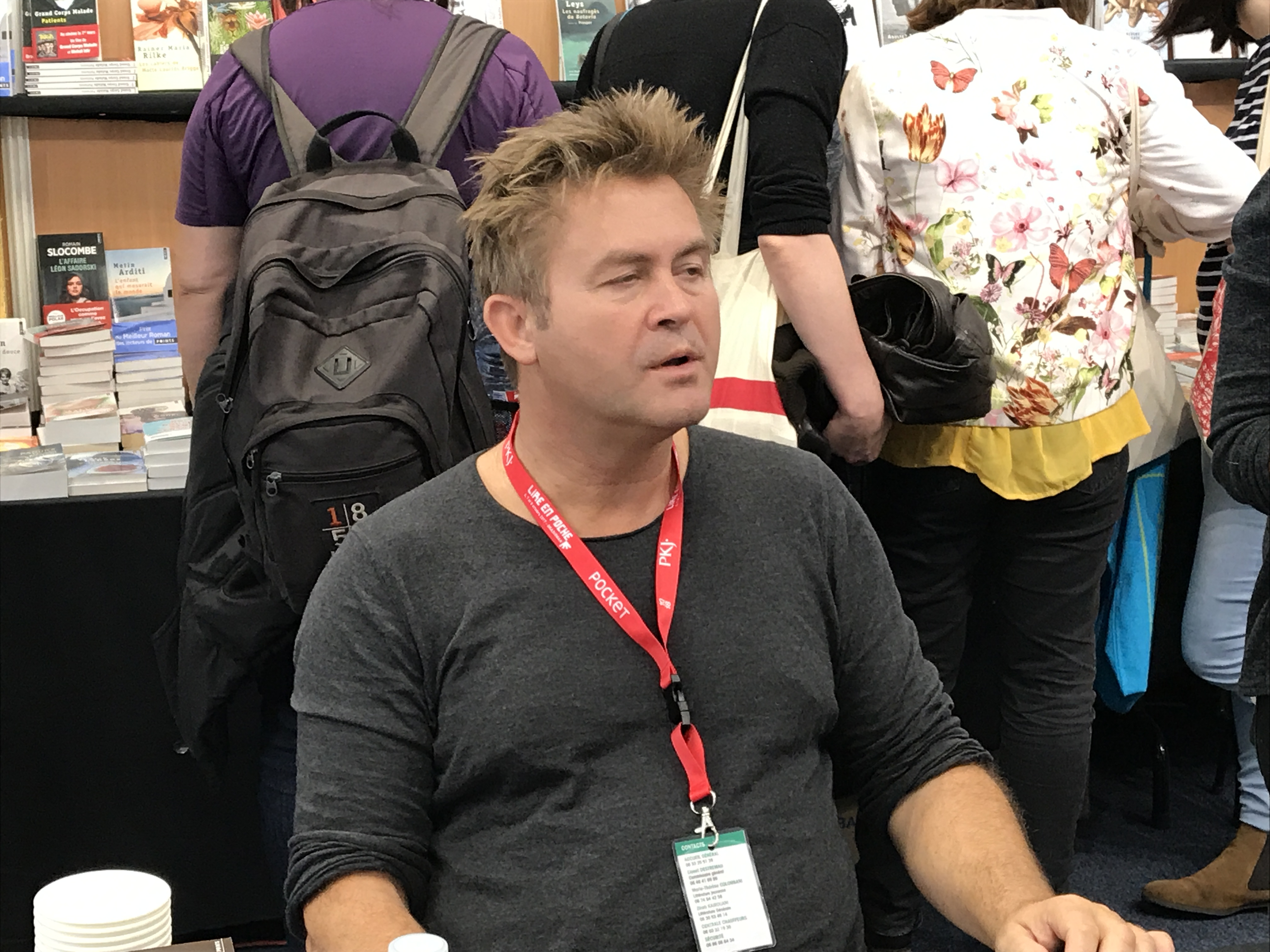
Stéphane Audeguy

Stéphane Audeguy (* 1964 in Tours) ist ein französischer Schriftsteller, Literaturwissenschaftler und Lehrer.
Stéphane Audeguy studierte Literaturwissenschaften in Paris. Von 1986 bis 1987 war er als Dozent und Juniorprofessor an der University of Virginia in Charlottesville, Virginia. Er lehrte bis 2007 Kunst- und Filmgeschichte an einem Lycée in Boulogne-Billancourt. Er lebt in Paris.

## Werke
- 2006: Der Herr der Wolken. ISBN 3-86555-026-6
  - Die Vermessung der (Gedanken)welt. Stefanie Hattel über den Roman in der Übersetzung von Elsbeth Ranke[1], ReLÜ, Rezensionen online, 5, 2007
- 2007: Das Leben des François Rousseau, von ihm selbst erzählt. Übers. Elsbeth Ranke ISBN 3-86555-043-6
- 2007: Petit éloge de la douceur. ISBN 2-07-034545-9

## Preise
- 2007: André-Gide-Preis für die deutsche Übersetzung als Der Herr der Wolken durch Elsbeth Ranke (Nachwuchs-Preis)
- 2007: Prix des Deux Magots für Fils unique

## Notizen
1. ↑  Ranke in der Übersetzer-Datenbank des VdÜ, 2019

| Personendaten    | Personendaten                                                     |
| ---------------- | ----------------------------------------------------------------- |
| NAME             | Audeguy, Stéphane                                                 |
| KURZBESCHREIBUNG | französischer Schriftsteller, Literaturwissenschaftler und Lehrer |
| GEBURTSDATUM     | 1964                                                              |
| GEBURTSORT       | Tours                                                             |